# Corte Imperial de Kioto

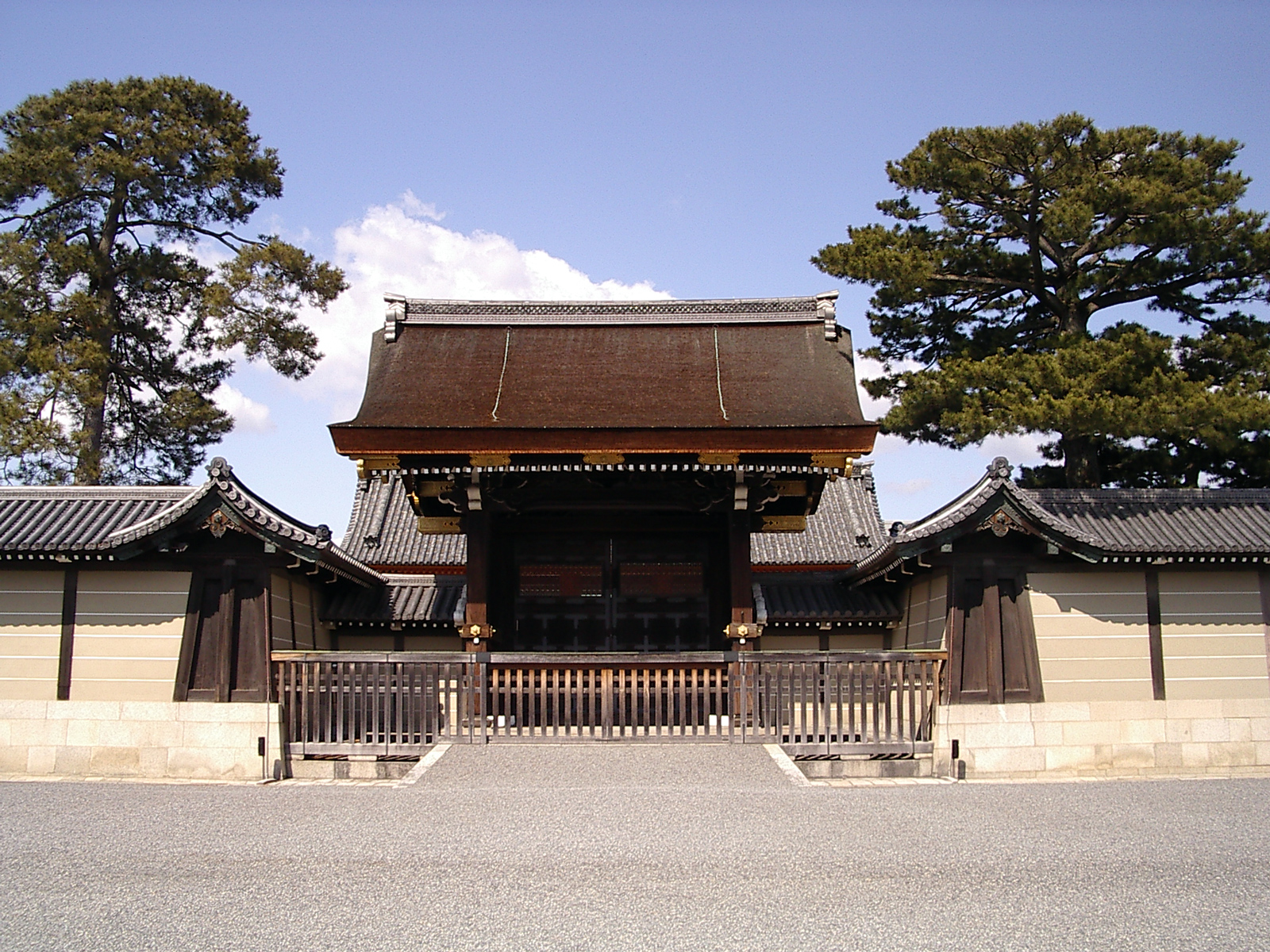
Vista frontal del Palacio Imperial de Kioto.

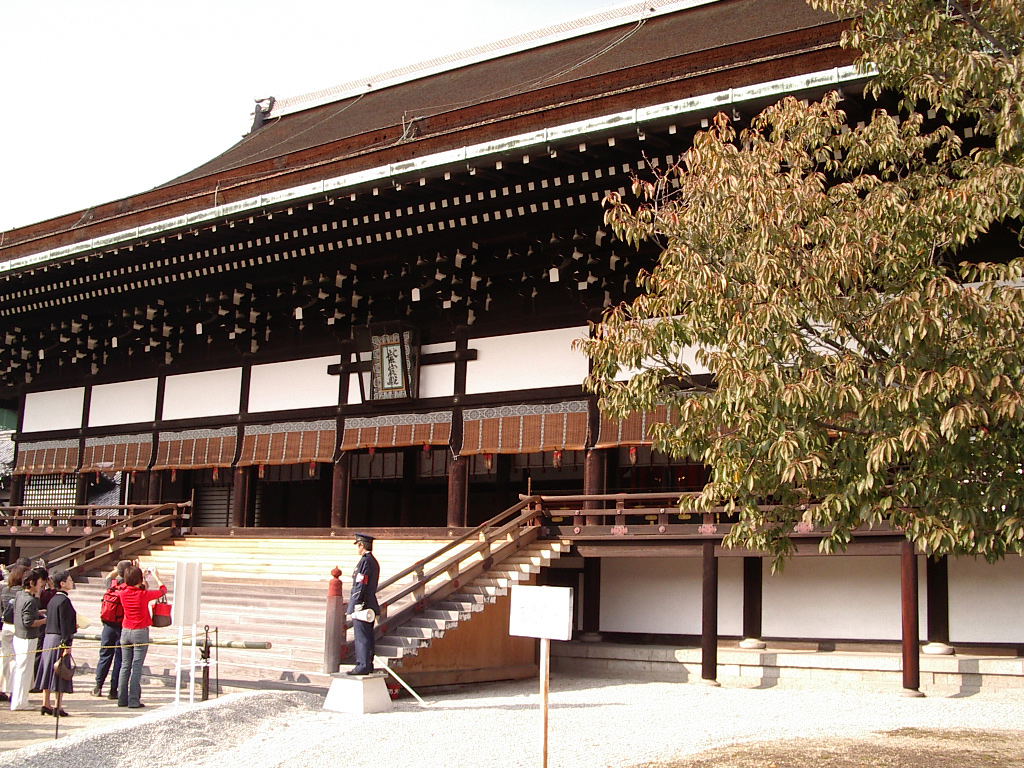
Vista cercana del Palacio.

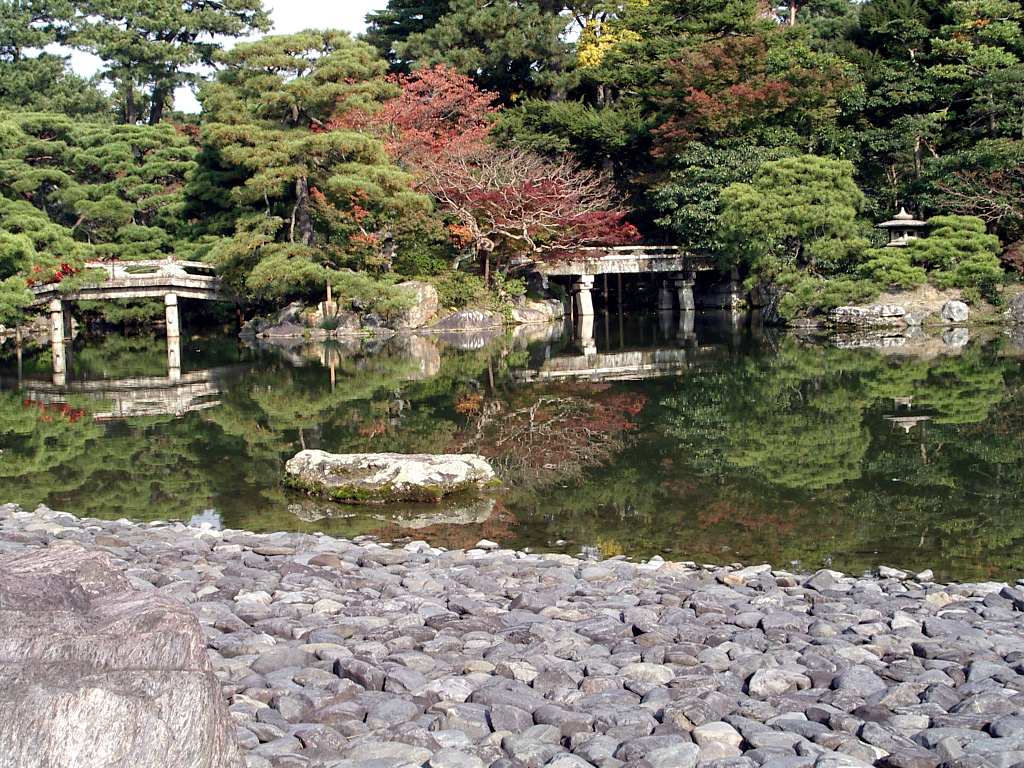
Vista desde los Jardines del Palacio.

La Corte Imperial de Kioto fue el gobierno nominal de Japón desde 794 hasta 1868, a comienzos de la era Meiji, donde la Corte fue trasladada a Tokio y fue integrado a la Restauración Meiji.
Cuando la corte fue trasladada a Kioto desde Nagaoka por el emperador Kanmu (737-806), las luchas por el poder con respecto al trono que habían caracterizado el período de Nara disminuyeron. Se seleccionó Kioto como la ubicación de la corte debido a la cantidad "adecuada" de ríos y montañas que se creía que eran el entorno más auspicioso para la nueva capital. La capital en sí fue construida a imitación de Chang'an, siguiendo de cerca las teorías del yin-yang. El grupo de personas más destacado dentro de la corte era la aristocracia civil (kuge), que era la clase dominante de la sociedad que ejercía el poder en nombre del emperador.
Cuando Minamoto no Yoritomo creó el shogunato en 1185, el verdadero poder estuvo en manos de los shōgun, que tenían roces con los Emperadores de Japón y que duraría hasta 1868. Antes de eso el poder político pertenecía a la clase aristócrata, culta y con gran influencia china, que tomaba partido por uno u otro miembro de la familia imperial, y en algunas épocas eran quienes verdaderamente gobernaban Japón.